# Solar (Red Garland)
Solar è un album di Red Garland, pubblicato dalla Jazzland Records nel 1962. Il disco fu registrato il 30 gennaio del 1962 al Plaza Sound Studios di New York.

## Tracce
Lato A
1. Sophisticated Swing – 5:29 (Will Hudson, Mitchell Parish)
2. Solar – 5:00 (Chuck Wayne)
3. Where Are You? – 5:14 (Jimmy McHugh, Harold Adamson)
4. Marie's Delight – 3:30 (Red Garland)

Lato B
1. This Can't Be Love – 4:04 (Richard Rodgers, Lorenz Hart)
2. The Very Thought of You – 5:27 (Ray Noble)
3. Blues for News – 3:21 (Red Garland)
4. I Just Can't See for Looking – 5:45 (Nadine Robinson, Doc Stanford)

## Musicisti
- Red Garland - pianoforte
- Les Spann - flauto (brani : A3 & B2)[1]
- Les Spann - chitarra
- Sam Jones - contrabbasso
- Frank Gant - batteria